# Rivierbeek
El Rivierbeek és un riu de Bèlgica. Neix al nord del poble d'Egem al municipi de Pittem i desembocava a l'est del municipi d'Oostkamp al barri de Moerbrugge al canal Gant-Bruges, resultat de la canalització del riu Zuidleie al segle xiv. Amb el Hertsbergebeek i Waardammebeek fa part d'un paisatge natural valuós en via de renaturalització, rius font del Reie, el riu a l'origen de la ciutat de Bruges. Des del 1992 la vall inferior del Rivierbeek va ser catalogat com paisatge històric i cultural protegit, per què en gran part va mantenir el seu curs meandrós natural, amb les típiques files de pollancres al marge. Un projecte de rectificar el curs i cobrir el llit amb plaques de formigó dels anys 1970 va ser abandonat i es va optar per una fortificació natural dels marges amb vegetació i salzes coronadissos.